# Dzong de Wangdue Phodrang
El dzong de Wangdue Phodrang, también llamado dzong Wangdi, es una fortaleza-monasterio budista y dzong en la ciudad de Wangdue Phodrang, capital del distrito homónimo, Bután. Fundado en el siglo XVII por el Shabdrung Ngawang Namgyal, se encuentra sobre una cresta entre los ríos Puna Tsang Chhu y Dang Chhu.

## Historia

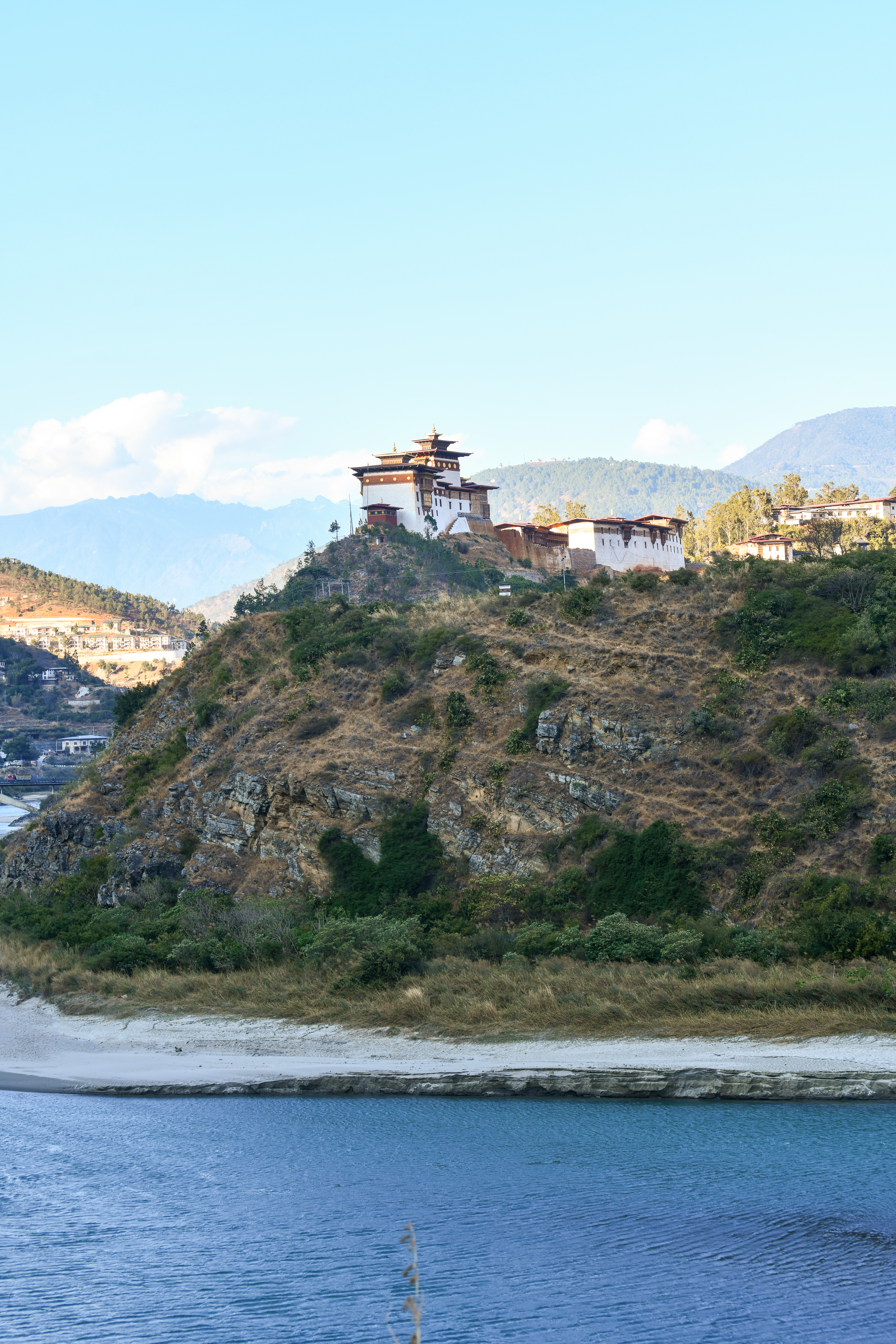
El dzong se encuentra en una posición estratégica, ya que se sitúa prácticamente rodeado por acantilados.

Un origen legendario explica la fundación del dzong. Este narra que cuando el Shabdrung Ngawang Namgyal estaba en el lhakhang Chimi en Punakha, un viejo lisiado se le acercó y le dijo que si construía un dzong en Wangdue Phodrang sobre una loma que se parecía a un elefante dormido, unificaría el país. Shabdrung concluyó que el anciano era Yeshey Goenpo (deidad protectora butanesa) y envió a un noble a estudiar el lugar. El noble informó que vio cuatro cuervos dando vueltas alrededor de la cresta, que se alejaron volando en cuatro direcciones diferentes cuando se acercó. Tomando esto como un buen augurio, Ngawang Namgyal construyó el dzong en 1638.
La fecha de fundación de la fortaleza coincidió con la construcción del dzong de Punakha unos doce kilómetros más arriba del valle. El establecimiento de numerosos monasterios fortificados en este período fue parte de un ambicioso esfuerzo por salvaguardar el reino en proceso de unificación por el Shabdrung. La posición prominente del dzong y su fachada imponente subrayó la autoridad del Ngawang Namgyal tanto en asuntos civiles como religiosos. También sirvió como un nexo de administración regional y un punto de guarnición para los ejércitos del Shabdrung.
En 1837 el dzong fue destruido por un incendio. Posteriormente, en 1897 fue dañado por un terremoto. En el año 2011 fue construida una vivienda separada para los monjes, y tras sufrir daños por un terremoto, comenzó a renovarse en 2012 con fondos del gobierno de la India. La fortaleza fue prácticamente destruida por otro incendio en 2012. Al estar en medio de una renovación durante este incendio, la reliquias del edificio no sufrieron daños. La reconstrucción del dzong fue planeada para durar hasta 2021.

## Arquitectura

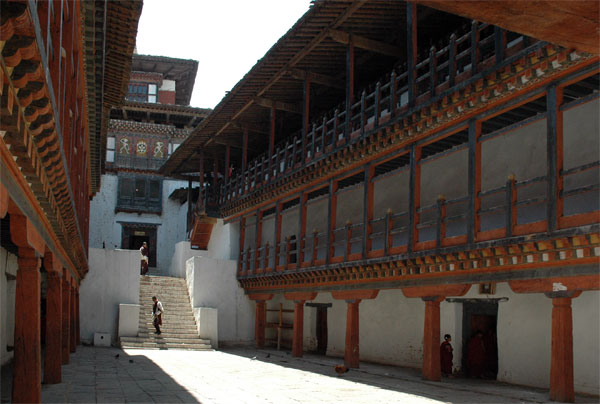
Patio interior del dzong.

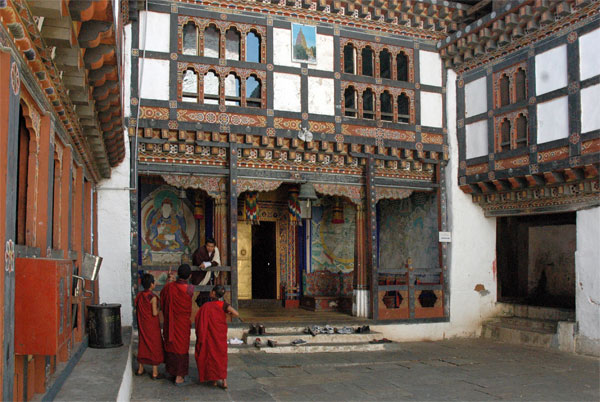
Véase la estrechez de los patios del dzong Wangdue Phodrang.

El dzong de Wangdue Phodrang es el tercer monasterio-fortaleza establecido por Ngawang Namgyal después del dzong Simtokha en Timbu y el dzong de Punakha. Se cree que su forma actual es más grande que su diseño original. Actualmente, el dzong comprende tres zonas distintas:
- Un patio alargado de gran tamaño en el noreste, utilizado con fines administrativos.
- Un recinto intermedio más estrecho utilizado para actividades religiosas.
- Un tercer patio al final de la cresta hacia el suroeste que también alberga funciones religiosas

Solo el tercer patio data de la era del Shabdrung, y sus características clave son el kuenrey (salón de la congregación) en la esquina suroeste, el utse (torre principal) rectangular frente a él desde el otro lado de un patio estrecho, y el goenkhang (santuario para las deidades protectoras) en el lado opuesto del utse. Otra característica es el shabkhor rectangular, un elemento defensivo que rodea al utse. Este diseño original es aproximadamente comparable en tamaño al dzong Chubjakha, una fortificación construida en el siglo XIV en Paro, que fue un precursor del nuevo modelo de dzongs pionero en la era de Ngawang Namgyal.
La fortaleza se amplió en 1683 bajo el mandato de Tenzin Rabgye (1638−96), un sobrino del Shabdrung que se desempeñó como administrador civil y sucesor religioso de su tío. Tenzin Rabgye agregó el primer y segundo patio a lo largo de la columna vertebral de la cresta, probablemente construyendo encima de la calzada que conducía a la fortaleza. Aunque todavía es estrecho, la topografía se ensanchó lo suficiente como para permitir patios ligeramente más espaciosos que los que se encuentran en el tercer recinto. Tenzin Rabgye puede haber sido motivado para agregar estos patios para proporcionar más espacio para festivales y actividades religiosas que florecieron en los años posteriores a la unificación del país. Igualmente, puede haber reflejado la creciente carga administrativa de dirigir el estado, que requería espacio adicional para las funciones administrativas y la burocracia que alimentaba.